# Resident Evil
Resident Evil, được biết đến ở Nhật Bản với tên Biohazard, là một series trò chơi điện tử kinh dị sinh tồn và là thương hiệu truyền thông kinh dị Nhật Bản được Shinji Mikami và Tokuro Fujiwara tạo ra, được phát triển và thuộc sở hữu của Capcom. Series bao gồm ba thể loại là kinh dị sinh tồn, bắn súng góc nhìn người thứ ba, bắn súng góc nhìn người thứ nhất. Thương hiệu này tập trung vào một loạt các trò chơi kinh dị sinh tồn và bao gồm các bộ phim hành động trực tiếp, phim hoạt hình, truyện tranh, tiểu thuyết, phim truyền hình âm thanh và các sản phẩm khác. Câu chuyện kể về sự bùng phát của các thây ma và những quái vật khác được tạo ra chủ yếu bởi Umbrella Corporation.
Trò chơi Resident Evil đầu tiên được tạo ra bởi Shinji Mikami và Tokuro Fujiwara và ra mắt cho PlayStation vào năm 1996. Series đã phát triển lên nhiều phần tiếp theo thuộc nhiều thể loại khác nhau, kết hợp các yếu tố hành động, khám phá và giải câu đố, và cốt truyện lấy cảm hứng từ phim kinh dị và hành động. Resident Evil chính là trò chơi tiên phong phổ biến thể loại kinh dị sinh tồn, cũng như phổ biến lại zombie trong văn hóa phổ biến chính thống từ cuối những năm 1990 trở đi (cùng với The House of the Dead), dẫn đến sự quan tâm mới về phim zombie trong những năm 2000. Resident Evil là một trong những thương hiệu truyền thông có doanh thu cao nhất khi thu về 5,24 tỉ đô. Các bộ phim Resident Evil cũng là loạt phim dựa trên game có doanh thu cao nhất.

## Lịch sử
| 1996 | Resident Evil                             |
| 1997 |                                           |
| 1998 | Resident Evil 2                           |
| 1999 | Resident Evil 3: Nemesis                  |
| 2000 | Resident Evil Survivor                    |
| 2000 | Resident Evil – Code: Veronica            |
| 2001 | Resident Evil Survivor 2 – Code: Veronica |
| 2001 | Resident Evil Gaiden                      |
| 2002 | Resident Evil Remake                      |
| 2002 | Resident Evil Zero                        |
| 2003 | Resident Evil: Dead Aim                   |
| 2003 | Resident Evil Outbreak                    |
| 2004 | Resident Evil Outbreak: File #2           |
| 2005 | Resident Evil 4                           |
| 2006 |                                           |
| 2007 | Resident Evil: The Umbrella Chronicles    |
| 2008 |                                           |
| 2009 | Resident Evil 5                           |
| 2009 | Resident Evil: The Darkside Chronicles    |
| 2010 |                                           |
| 2011 | Resident Evil: The Mercenaries 3D         |
| 2012 | Resident Evil: Revelations                |
| 2012 | Resident Evil: Operation Raccoon City     |
| 2012 | Resident Evil 6                           |
| 2013 |                                           |
| 2014 |                                           |
| 2015 | Resident Evil: Revelations 2              |
| 2016 | Umbrella Corps                            |
| 2017 | Resident Evil 7 Biohazard                 |
| 2018 |                                           |
| 2019 | Resident Evil 2 Remake                    |
| 2020 | Resident Evil 3 Remake                    |
| 2020 | Resident Evil: Resistance                 |
| 2021 | Resident Evil Village                     |
| 2022 | Resident Evil Re:Verse                    |
| 2023 | Resident Evil 4 Remake                    |

Sự phát triển của trò Resident Evil đầu tiên hoặc có tên Biohazard ở Nhật Bản bắt đầu vào năm 1993 khi ở Capcom, Tokuro Fujikawa bảo Shinji Mikami và các đồng nghiệp tạo nên một trò chơi sử dụng các yếu tố từ trò chơi năm 1989 của Fujiwara là Sweet Home. Vào cuối 1994 mọi thứ đã được chuẩn bị cho sự ra mắt Biohazard tại Mĩ. Nhưng vì trước đó đã có một trò lấy cái tên Biohazard rồi và cũng đã có một ban nhạc lấy cái tên này nên Capcom không thể đăng kí cái tên Biohazard được nữa. Một cuộc bầu chọn cho cái tên mới được diễn ra ở nội bộ công ty và rồi cái tên Resident Evil đã được lựa chọn và ra mắt ở phương Tây. Resident Evil xuất hiện lần đầu trên PlayStation vào năm 1996 và sau đó được đưa lên Sega Saturn.
Phiên bản đầu tiên của series đã đặt nền móng cho một thuật ngữ thể loại trò chơi mới "kinh dị sinh tồn" và đạt được thành công cực lớn về mặt thương mại, dẫn đến việc hai hậu bản sau đó được xúc tiến ngay lập tức, Resident Evil 2 vào năm 1998 và Resident Evil 3: Nemesis vào năm 1999, đều phát hành cho PlayStation. Sau này Resident Evil 2 có phiên bản Nintendo 64. Ngoài ra, cả 3 phiên bản đầu sau này đều được phát hành cho Microsoft Windows. Phần thứ tư trong sê-ri, Resident Evil - Code: Veronica, được phát triển cho Dreamcast và phát hành vào năm 2000, sau này Resident Evil 2 và Resident Evil 3: Nemesis cũng được phát hành cho hệ máy này.
Bất chấp những thông báo trước đó rằng trò chơi tiếp theo trong series sẽ được phát hành cho PlayStation 2, kết quả lại tạo ra một trò chơi không liên quan đến series có tên Devil May Cry, cha đẻ và là nhà sản xuất series Shinji Mikami đã quyết định phát hành series độc quyền cho GameCube.  Ba trò chơi tiếp theo trong loạt game — bản làm lại của Resident Evil gốc và Resident Evil Zero tiền truyện, đều được phát hành vào năm 2002, cũng như Resident Evil 4 (2005) — đều được phát hành ban đầu dưới dạng độc quyền cho GameCube. Resident Evil 4 sau đó đã được phát hành cho Windows, PlayStation 2 và Wii.
Bộ ba trò chơi light shooter tương thích với GunCon được biết đến cái tên Gun Survivor có lối chơi góc nhìn thứ nhất. Phần đầu tiên, Resident Evil Survivor, được phát hành vào năm 2000 cho PlayStation và PC và nhận được những đánh giá tầm thường. Các trò chơi tiếp theo, Resident Evil Survivor 2 - Code: Veronica và Resident Evil: Dead Aim, được đánh giá có phần tốt hơn. Dead Aim là trò chơi Gun Survivor thứ tư ở Nhật Bản, với Gun Survivor 3 là trò Dino Stalker, spin-off của Dino Crisis. Tương tự như vậy, loạt Chronicles có lối chơi góc nhìn thứ nhất, mặc dù có lối chơi chỉ nhắm và bắn. Resident Evil: The Umbrella Chronicles được phát hành vào năm 2007 cho Wii, với phần tiếp theo, Resident Evil: The Darkside Chronicles được phát hành vào năm 2009 (cả hai sau đó đều được đưa lên PlayStation 3 vào năm 2012). Cũng trong năm 2009, Resident Evil 5 được phát hành cho PlayStation 3, Windows và Xbox 360, trở thành trò chơi bán chạy nhất của sê-ri bất chấp sự đón nhận trái chiều của người hâm mộ.
Resident Evil Outbreak là một trò chơi trực tuyến dành cho PlayStation 2, được phát hành vào năm 2003, mô tả một cốt truyện dài tập ở Thành phố Raccoon lấy bối cảnh trong cùng khoảng thời gian với Resident Evil 2 và Resident Evil 3: Nemesis. Đây là tựa game đầu tiên trong series và là tựa game kinh dị sinh tồn đầu tiên có lối chơi tác chiến. Phần tiếp theo, Resident Evil Outbreak: File # 2 lấy bối cảnh thành phố Raccoon là một đô thị nằm trong Dãy núi Arklay của miền Trung Tây Hoa Kỳ đã chống chọi với đợt bùng phát virus T chết người và do đó đã bị phá hủy sau một cuộc tấn công bằng tên lửa hạt nhân do chính phủ Hoa Kỳ ban hành. Nơi đây đóng vai trò là điểm nối quan trọng cho sự phát triển của loạt phim khi là một trong những chất xúc tác chính dẫn đến sự sụp đổ của Umbrella cũng như điểm xuất phát cho một số nhân vật đáng chú ý nhất của loạt phim.
Resident Evil Gaiden là một trò chơi phiêu lưu hành động dành cho Game Boy Color có hệ thống chiến đấu theo phong cách nhập vai. Đã có một số trò chơi di động có thể tải xuống dựa trên series Resident Evil ở Nhật Bản. Một số trò chơi di động này đã được phát hành ở Bắc Mỹ và Châu Âu thông qua T-Mobile. Tại cuộc họp báo của Sony trong E3 2009, họ đã thông báo rằng Resident Evil Portable sẽ được phát hành cho PlayStation Portable, được mô tả là một tựa game hoàn toàn mới đang được phát triển với "tâm trí của PSP Go" và "hoàn toàn khác đối với một trò chơi Resident Evil". Tuy nhiên, tính đến năm 2021, không có thông báo nào được đưa ra và trò chơi coi như đã bị hủy.Reilly, Jim (ngày 9 tháng 6 năm 2009). "New Resident Evil PSP Details Emerge". IGN.com. Bản gốc lưu trữ ngày 16 tháng 3 năm 2010. Truy cập ngày 7 tháng 4 năm 2010.</ref>
Vào tháng 3 năm 2011, Capcom đã tiết lộ game bắn súng góc nhìn thứ ba Resident Evil: Operation Raccoon City, được phát triển bởi Slant Six Games cho PlayStation 3, Xbox 360 và Microsoft Windows và phát hành vào tháng 3 năm 2012. Một game kinh dị sinh tồn dành cho Nintendo 3DS, Resident Evil: Revelations, được phát hành vào tháng 2 năm 2012. Vào tháng 10 cùng năm, phần tiếp theo được đánh số thứ tự trong phần chính, Resident Evil 6, được phát hành với nhiều ý kiến trái chiều, nhưng doanh số đặt hàng trước khá khả quan.
Vào năm 2013, nhà sản xuất Masachika Kawata cho biết series Resident Evil sẽ quay trở lại tập trung vào các yếu tố kinh dị và hồi hộp hơn là hành động, thêm vào đó "Thể loại kinh dị sinh tồn sẽ không bao giờ ngang hàng, về mặt tài chính, sẽ như game bắn súng và phổ biến hơn nhiều. Đồng thời, tôi nghĩ rằng chúng tôi cần phải tự tin đầu tư vào những dự án này và điều đó không có nghĩa là chúng tôi không thể tạo ra một trò chơi kinh dị sinh tồn đủ đáp ứng nhu cầu của người hâm mộ" . Resident Evil: Revelations 2, một trò chơi được chia thành nhiều tập lấy bối cảnh khoảng giữa Resident Evil 5 và Resident Evil 6, được phát hành vào tháng 3 năm 2015. Một trò chơi nhiều người chơi ít được đón nhận, đặt trong vũ trụ của series, Umbrella Corps, được phát hành vào tháng 6 năm 2016.
Resident Evil 7 Biohazard được phát hành cho Windows, PlayStation 4 và Xbox One vào tháng 1 năm 2017. Lấy bối cảnh trong một dinh thự đổ nát ở Louisiana, trò chơi sử dụng góc nhìn thứ nhất và quay trở lại nguồn gốc kinh dị sinh tồn của loạt game. Không giống như Resident Evil 5 và Resident Evil 6, lối chơi nhấn mạnh vào kinh dị và khám phá hơn là hành động.
Bản làm lại của Resident Evil 2 đã được phát hành cho PlayStation 4, Windows và Xbox One vào ngày 25 tháng 1 năm 2019. Trò chơi sử dụng RE Engine, hệ thống đồ họa này cũng được sử dụng cho Resident Evil 7. Bản làm lại đã bán chạy hơn trò chơi gốc trong vòng một năm, bán được hơn năm triệu bản. Tiếp nối thành công của bản làm lại Resident Evil 2, Capcom đã tiết lộ bản làm lại của Resident Evil 3: Nemesis vào tháng 12 năm 2019, được gọi là Resident Evil 3. Trò chơi được phát hành vào ngày 3 tháng 4 năm 2020, cùng với Resident Evil: Resistance, một tựa game theo nhóm trò chơi trực tuyến nhiều người chơi được công bố trước đây là Project Resistance.
Vào ngày 11 tháng 6 năm 2020, Resident Evil 8 Village chính thức được công bố trong buổi giới thiệu PS5 Future of Gaming. Trò chơi dự kiến phát hành vào ngày 7 tháng 5 năm 2021, sẽ là phần tiếp theo nối tiếp cốt truyện của Resident Evil 7 Biohazard, và sẽ chứng kiến sự trở lại của Ethan Winters và Chris Redfield.

## Cốt truyện
Các phần trước của series chủ yếu liên quan đến một nhóm người chiến đấu chống lại Tập đoàn Umbrella, một công ty dược phẩm phát triển virus T và các loại đột biến khác để nghiên cứu bí mật "vũ khí hữu cơ sinh học" của họ. Các đột biến có thể biến con người thành thây ma cũng như biến động vật và thực vật khác thành những con quái vật kinh hoàng.
Trò chơi gốc và nhiều phiên bản khác lấy bối cảnh trong và xung quanh Thành phố Raccoon, một thành phố hư cấu miền Trung Tây nước Mỹ. Thành phố và các khu vực ngoại ô có một số phòng thí nghiệm kỹ thuật sinh học thuộc Tập đoàn Umbrella, nơi phát triển các loại vi-rút nhằm mục đích sử dụng trong chiến tranh sinh học. Một trong những phòng thí nghiệm, không được đặt tên trong loạt trò chơi điện tử và được gọi là "The Hive" trong các bộ phim chuyển thể, nằm bên dưới Thành phố Raccoon và là nơi phát triển virus T.
Các trò chơi chính thường xoay tua giữa các nhân vật, bao gồm các nhân vật chính và nhân vật phụ là thành viên của đơn vị chiến thuật cảnh sát của thành phố, STARS, bao gồm Chris Redfield, Jill Valentine và Rebecca Chambers. Người đứng đầu bộ phận STARS là Albert Wesker, người cũng bí mật làm việc cho Umbrella và là nhân vật phản diện chính trong truyện. Và các nhân vật chính khác của loạt game bao gồm cảnh sát Leon S. Kennedy, em gái của Chris là Claire Redfield và đặc vụ Ada Wong. Khi quá trình thử nghiệm gây đột biến của Umbrella ngày càng mở rộng và virus bị rò rỉ vào Thành phố Raccoon, các sĩ quan của STARS và các nhân vật khác chiến đấu thông qua những con quái vật đang tàn phá thành phố để điều tra sự liên quan của Umbrella trong thảm họa. Thành phố Raccoon cuối cùng bị phá hủy bởi một cuộc tấn công tên lửa hạt nhân do chính phủ Hoa Kỳ khởi xướng để ngăn chặn sự bùng phát virus.
Một cuộc điều tra tiếp theo của chính phủ dẫn đến sự sụp đổ của Umbrella. Tuy nhiên, sự gia tăng của vũ khí sinh học và vi rút của Umbrella dẫn đến những đợt bùng phát khác trên toàn thế giới. Các nhân vật chính của mỗi phần tiếp tục chiến đấu với các phe phái mới tham gia vào khủng bố sinh học và cũng phải đối mặt với các loại sinh vật mới.

## Lối chơi
Series Resident Evil có nhiều kiểu điều khiển chơi và cơ chế chơi trong suốt lịch sử của nó. Yếu tố giải đố là một phần nổi bật xuyên suốt series.

### Điều khiển xe tăng
Trò chơi đầu tiên đã giới thiệu cơ chế điều khiển giống với khi ta điều khiển xe tăng cho series. Trong trò chơi có điều khiển xe tăng, người chơi điều khiển chuyển động dựa theo vị trí đứng của nhân vật người chơi. Nhấn lên (ví dụ: trên D-pad, cần analog hoặc các phím di chuyển con trỏ) trên tay cầm sẽ di chuyển nhân vật theo hướng họ đang đối mặt, xuống sẽ đi lùi, trái và phải để xoay nhân vật. Điều này khác với nhiều trò chơi 3D, trong đó các nhân vật di chuyển theo hướng người chơi đẩy từ góc nhìn của camera. Một số nhà phê bình cho rằng làm vậy khá rườn rà và tăng thêm khó khăn.
Trò chơi gốc và phần tiếp theo của nó có cơ chế điều khiển xe tăng này, nhưng phần thứ ba trong loạt game, Resident Evil 3: Nemesis đã giới thiệu nhiều cách điều khiển theo hướng hành động hơn. Trò chơi thứ ba bao gồm lệnh xoay và né 180 độ, theo GameSpot, "gợi ý về một hướng đi mới mà loạt game sẽ tập trung vào".

### Lối chơi góc nhìn thứ ba
Resident Evil 4 đã giới thiệu góc nhìn thứ ba, cơ chế và lối chơi thiên về hành động. Điều này được bổ sung bởi lượng đạn dồi dào và nhiều điều khiển hành động hơn. Một số nhà phê bình cho rằng sơ đồ điều khiển được đại tu này "khiến trò chơi bớt đáng sợ hơn." Hai trò chơi tiếp theo trong loạt game tiếp tục tăng cường cơ chế hành động: Resident Evil 5 có lối chơi hợp tác, trong khi Resident Evil 6 cho phép người chơi di chuyển trong khi nhắm mục tiêu và bắn.

### Lối chơi góc nhìn thứ nhất và VR
Resident Evil 7 Biohazard là trò chơi Resident Evil chính đầu tiên sử dụng góc nhìn thứ nhất và sử dụng thực tế ảo. Nó thu hút sự so sánh với các trò chơi kinh dị sinh tồn hiện đại như Outlast và P.T. Phần thứ tám sắp tới, Resident Evil 8 Village, cũng sẽ có góc nhìn thứ nhất.